# Paul Derval
Pour les articles homonymes, voir Derval.
Alexis Paul Pitron d'Orbigny de Ferrière dit Paul Derval, né le 23 juin 1880 à Paris 9e et mort le 15 mai 1966 à Paris 16e, est un comédien et producteur de théâtre français.

## Biographie

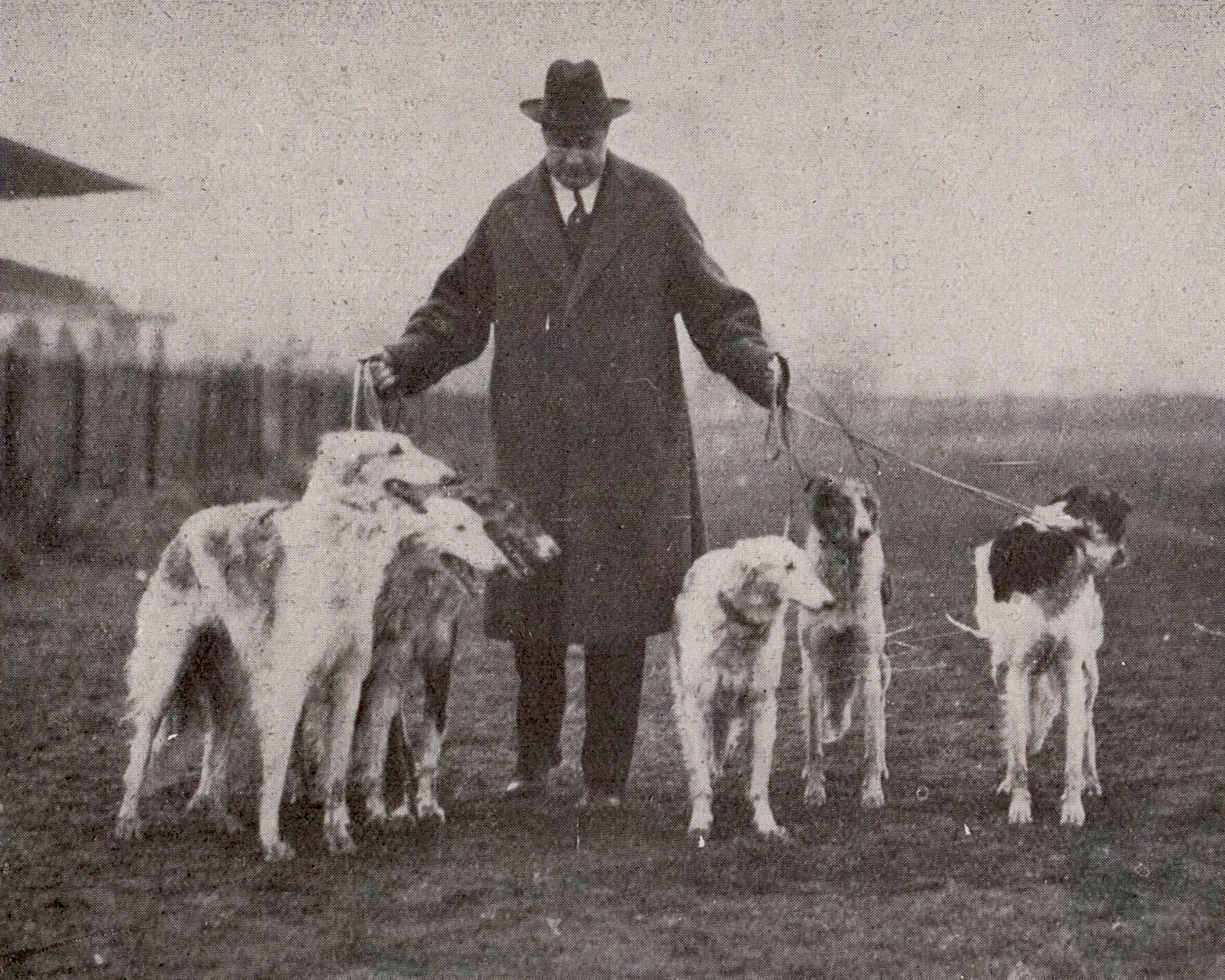
Paul Derval et ses barzoïs.

Alexis Paul Pitron est le fils d'Alexis Pitron et Hyacinthe Louise d'Orbigny de Ferrière. Il est le petit-fils par sa mère du comédien Derval dont il empruntera le pseudonyme, il fut durant près de 50 ans, le directeur des Folies Bergère y présentant des revues à grand spectacle. 
Arrivé en 1916 comme adjoint du directeur de l'époque, le chef d'orchestre Raphaël Beretta, Paul Derval lui succède en 1918. En 1924 il devient propriétaire du théâtre et en 1928 il entreprend d'importants travaux destinés à agrandir la salle qui compte depuis 1700 places. Elle acquiert alors son décor Art Déco.
Paul Derval ne signe ou cosigne aucun des spectacles qu'il produit, s'entourant pour cela des meilleurs spécialistes du moment. Après la guerre il confie au seul Michel Gyarmaty le soin de monter les revues en tant que metteur en scène, costumier et décorateur.
Dans les années 1920, on le voit en compagnie de l'artiste Aimée Campton que la presse présente comme son épouse. Elle meurt le 21 novembre 1930.
Il épouse le 8 janvier 1935 Antonia Marie France Carle (Marseille, 25 août 1895-Paris, 19 décembre 1986), Antonia Derval, qui lui succédera à la direction des Folies Bergère avec l'aide de Michel Gyarmathy (Balassagyarmat, 1908-Paris, 1996), et vendra les Folies Bergère à Hélène Martini en août 1974 qui a gardé le théâtre jusqu'en 2011.
Le 21 août 1933 à Antibes, il fut témoin au mariage de Prosper Henri Alfred Bourgeois, frère de Mistinguett.
Il est inhumé au cimetière de Montmartre (division 3).

## Distinctions
- Chevalier de l'ordre du Mérite social[4] ;
- Chevalier de la Légion d'honneur (1949)[4].

## Publication
- Paul Derval, Folies-Bergère, souvenirs de leur directeur, Paris, Les Éditions de Paris, 1954, préface de Maurice Chevalier. La page du faux-titre porte une citation de l'auteur :

« La VÉRITÉ, mais
La VÉRITÉ toute
NUE bien entendue ».
Paul DERVAL.

## Collectionneur

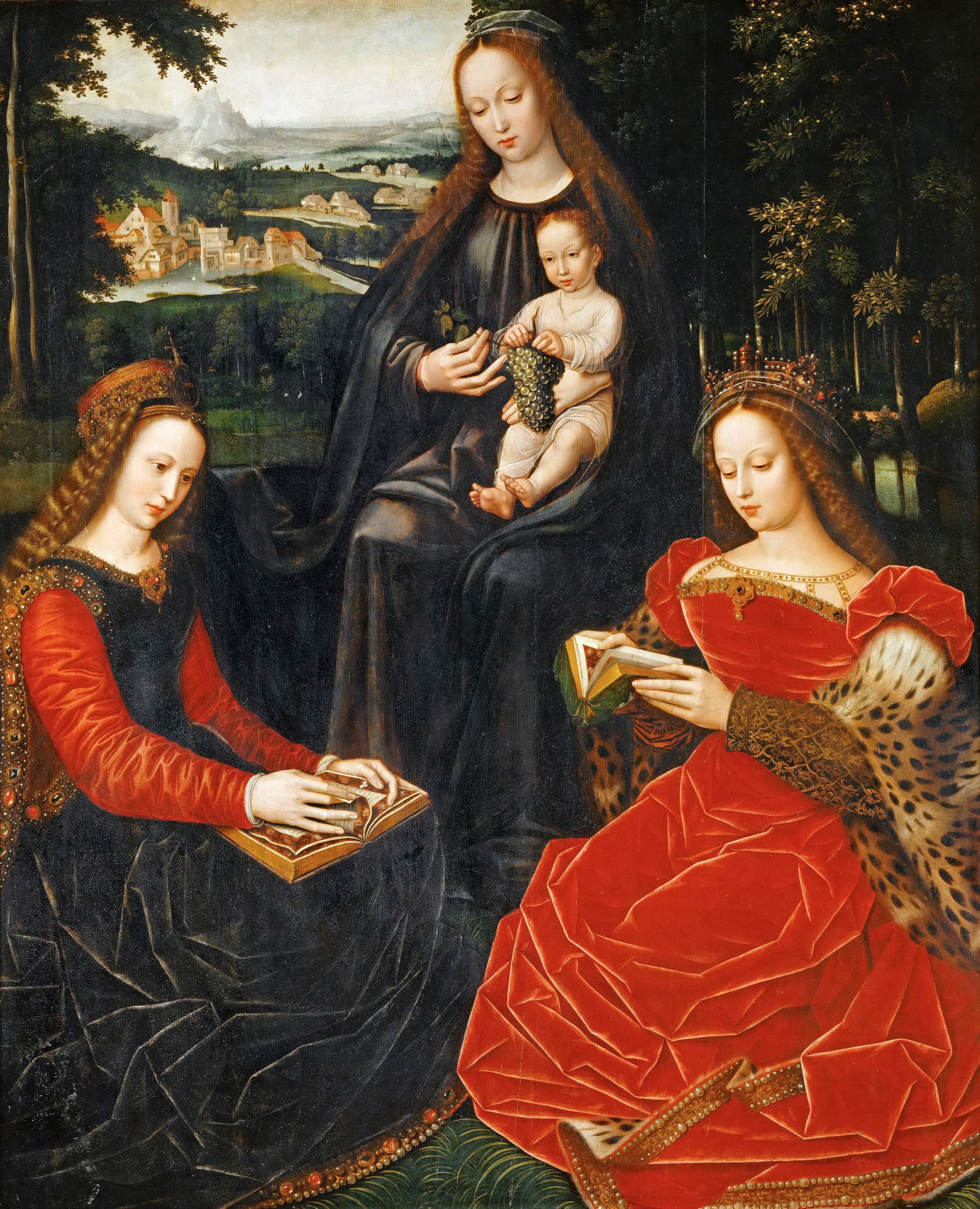
Tableau acheté par P. Derval : Vierge à l'Enfant entre sainte Catherine et sainte Barbe, musée du Louvre.

À une date inconnue, P. Derval acheta un tableau ancien du peintre flamand  du XVIe siècle, Ambrosius Benson. En 1971, Madame Derval offrit cette œuvre au musée du Louvre. Ce tableau représente la Vierge et l'Enfant entre sainte Catherine et sainte Barbe.

## Filmographie
- 1938 : Mirages d'Alexandre Ryder : le directeur

## Théâtre
- 1899 : L'Élu des femmes de Victor de Cottens et Pierre Veber, Théâtre du Palais-Royal
- 1904 : L'Esbrouffe d'Abel Hermant, Théâtre du Vaudeville

## Note et référence
1. ↑  Archives de Paris 9e, acte de naissance no 1226, année 1880 (avec mention marginale de décès), Paul Godreaux, Paul Derval avait oublié son nom pour devenir " M. Foles-Bergère", Paris-Pressee-L'Intransigeant-France-Soir', 17 mai 1966.
2. ↑  Emily Straham Cager (1882-1930) dite Miss Campton ou Miss Aimée Campton, était une artiste de music-hall et une comédienne d'origine anglaise. Elle avait été mariée à l'acteur Charles Prince.
3. ↑  Acte de décès n° 2240 (vue 28/31). Archives en ligne de la Ville de Paris, état-civil du 17ème arrondissement, registre des décès de 1930.
4. 1 2  « Distinctions, image 1 et 6 », base Léonore, ministère français de la Culture
5. ↑  Cf. Jacques Foucart, Catalogue des peintures flamandes et hollandaises du musée du Louvre, Paris, Gallimard, 2009, p. 23, n° d'inventaire: R.F. 1971-19.